# アルコ・ダ・ヴィラ

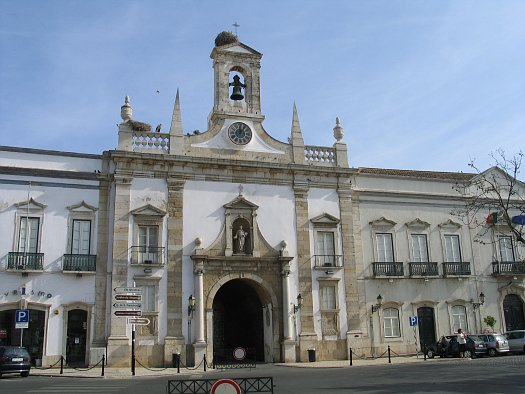
アルコ・ダ・ヴィラ

アルコ・ダ・ヴィラ（ポルトガル語: Arco da Vila）は、ポルトガル ファロの旧市街を囲む城壁に造られた門。1812年に建築家フランシスコ・シャビエル・ファブリ(ポルトガル語版)により、既存の門を取り壊して作られたものである。門上部のニッチ（壁龕）には13世紀の神学者トマス・アクィナス像が置かれている。
なお、現在ファロ旧市街を取り囲んでいる城壁(ポルトガル語版)は、17世紀に改築されたものである。城壁に設けられた門はArco da Vila, Arco do Repouso, Arco da Porta Novaの3か所あり、それらの起源はイスラム統治時代に遡る。